# Nayak: The Real Hero
Nayak: The Real Hero (Hindi नायक) ist ein Film des Regisseurs S. Shankar, gedreht im Jahr 2001 in Indien.

## Handlung
Shivaji Rao ist ein Kameramann, der bei seinen Eltern ein einfaches Leben führt. Seine Eltern wollen ihn verheiratet, doch Shivaji findet an keiner von ihnen ausgewählten Mädchen gefallen.
Ein kleines Dorf beklagt sich darüber, dass ihnen die Elektrizität abgeschaltet wurde, darunter auch Manjari (Rani Mukerji). Die Wahlen stehen bevor und der Regierungschef Balraj will wieder gewählt werden, deshalb gibt er den Auftrag ihnen wieder Elektrizität zu geben, doch sagt er anschließend zu seinem Sekretär, im Geheimen, dass sie diesen Auftrag am nächsten Tag wieder rückgängig machen sollen. Shivaji ist mit seiner Kamera dabei und filmt das ganze Ereignis. Dort sieht er die weinende Majari zum ersten Mal. Man schimpft mit ihr, weil sie sich beklagte und die Wahrheit sprach. Sie weckt sofort seine Interesse und er fängt an sie zu filmen.
In seinen Aufzeichnungen schaut er sich immer wieder die faszinierende Manjari an und sucht sie. Er findet Manjari tanzend auf einem Feld. Er unterhält sich mit ihr und will ihren Namen wissen. Sie weigert sich und rennt weg. Er schafft es doch noch mit seiner Hartnäckigkeit Manjari für sich zu gewinnen. Er will um ihre Hand bitten. Manjaris Vater ist erst bereit, wenn Shivaji in der Regierung arbeitet, weil alles andere zu unsicher ist.
In der Stadt brechen Unruhen aus, als ein Student von einem Busfahrer aus dem Bus geschubst wird und er sich verletzt. Ein Chaos herrscht in der Stadt. Der Regierungschef währt sich, etwas gegen die missliche Lage zu tun, um keine Wählerstimmen zu verlieren. Shivaji zeichnet die Aussagen des Regierungschefs auf. Dem Fernsehsender sind die Moderatoren ausgegangen und deshalb beschließt man Shivaji zu fragen, ob er das Gespräch mit dem Regierungschef moderieren möchte. Er fühlt sich geehrt und nimmt dankend an.
Shivaji Rao wird bei einem Live-Interview mit Balraj Chauhan, dem Regierungschef des Bundesstaates Maharashtra zu einem eintägigen Rollentausch herausgefordert. Er möchte das Shivaji sieht wie schwer die Aufgabe eines Regierungschefs ist, als er Shivaji ihn vor laufender Kamera als ein Lügner enttarnt. Shivaji nimmt die Aufforderung mit Bedenken an. Jeder Beamte, der nichts zur Sicherheit des Volkes beileistet, wird bestraft. Als er dabei die Entlassung korrupter Beamter veranlasst und dafür sorgt, dass 12 Minister, darunter sogar Balraj selbst, inhaftiert werden, macht er sich bei ein paar einflussreichen Leuten sehr unbeliebt. Die einfachen Bürgen sind mehr als dankbar für sein Handeln, denn jetzt herrscht etwas mehr Gerechtigkeit. Am nächsten Tag ist nicht nur sein Leben als Reporter Vergangenheit, auch die ihm am nächsten stehen, leben plötzlich in Angst. Eine Bombe wird, von seinen Gegnern, in das Haus seiner Eltern gelegt. Shivaji bekommt einen Anruf, der ihn vor der Bombe warnen will. Er ignoriert den ersten Anruf. Ein zweiter Anruf geht ein und er verlässt das Haus, weil der Empfang schlecht ist und in dem Moment platzt die Bombe. Shivajis Eltern sind sofort tot.
Shivaji fährt zu seiner geliebten Manjari, die schon sehnsüchtig auf ihn wartet. Dort macht er einen Spaziergang mit ihr auf einem Feld und plötzlich gibt es Schüsse. Mehrere Männer versuchen Shivaji zu erschießen, doch wird er rechtzeitig noch von seinem Beschützer in Sicherheit gebracht. Manjaris Vater ist geschockt, denn die Kugeln haben sein Haus zerstört. Er verbietet Manjari Shivaji zu heiraten, weil es zu gefährlich ist. Shivaji stellt Balraj eine Falle und Balraj wird erschossen. Shivaji wird Regierungschef und Manjaris Vater sieht ein, dass Shivaji nur seine Verpflichtungen erfüllt und ist mit der Ehe einverstanden. Shivaji gibt seinen Bürgern die Möglichkeit, sich anonym mit Hilfe einer Kiste, sich über Ungerechtigkeiten zu beschweren. Die Kiste ist leer und das ist ein Zeichen dafür, dass die Angst von den Bürgern genommen wurde und es nicht mehr gehäuft zu Übergriffen kommt.

## Auszeichnungen
Der Film wurde 2002 für den indischen Screen Weekly Award in zwei Kategorien nominiert: 'Beste Action' und 'Beste Spezialeffekte'.

## Musik
A. R. Rahman komponierte die Filmmusik für den tamilischen Film Mudhalvan und benutzte dieselben Kompositionen mit umgeänderten Worten. Es wurde zudem Saiyyan hinzugefügt.
| # | Lied                  | Sänger                                         |
| - | --------------------- | ---------------------------------------------- |
| 1 | "Chalo Chale Mitwa"   | Udit Narayan, Kavita Krishnamurti, Swarnalatha |
| 2 | "Saiyyan"             | Sunidhi Chauhan, Hans Raj Hans                 |
| 3 | "Chalo Chale Purva"   | Udit Narayan, Kavita Krishnamurti              |
| 4 | "Ruki Sukhi Roti"     | Shankar Mahadevan, Alka Yagnik                 |
| 5 | "Shakalaka Baby"      | Vasundhara Das, Praveen Mani, Shiraz Uppal     |
| 6 | "Tu Accha Lagta Hain" | Hariharan, Kavita Krishnamurti                 |
| 7 | "Chidiya Tu Hoti Toh" | Abhijeet, Sanjivani                            |

## Bemerkungen
- Die Rolle des Fernsehreporters war zuerst dem Schauspieler Aamir Khan angeboten worden.
- Sushmita Sen tritt mit einem populären Song im Film auf.
- Der Film enthält im Ganzen sieben Gesangseinlagen.